# Mime Glacier
Mime Glacier är en glaciär i Antarktis. Den ligger i Östantarktis. Nya Zeeland gör anspråk på området. Mime Glacier ligger 1 814 meter över havet.
Terrängen runt Mime Glacier är varierad. Trakten är obefolkad. Det finns inga samhällen i närheten. 